# Средњошколски центар „Перо Слијепчевић“ Гацко
Средњошколски центар „Перо Слијепчевић” је јавна средњошколска установа у општини Гацко. Налази се у улици Солунских добровољаца 24, у Гацку. Назив је добила по Пери Слијепчевићу, српском књижевном историчару.

## Историја
Нижа реална гимназија је основана 1921—22. године, одлуком Министарства просвете и културе је 1948. отворена Државна нижа реална гимназија, а 1955—56. средња школа. Године 1958—59. су бројали 124 ученика. Тадашња гимназија се преселила 6. децембра 1967. године у садашњу зграду и носи име „Шућрија Ћимић” до 4. јуна 1975. када је основан Средњошколски центар под истим именом. Општинском одлуком је промењен назив 25. августа 1993. године у Средњошколски центар „Перо Слијепчевић” Гацко.
Године 1980—81. се уводи средње умерено образовање, гимназија се гаси одлуком тадашњих власти, а поново се уводи 1993—94. године као средња стручна школа са подручјем рада машинство и обрада метала, трговина, угоститељство и туризам, економија, право и администрација, геологија, рударство и металургија, електротехника и пољопривреда које се мењају према потребама привреде и захтевима општине Гацко. Од 1955—56. је средњу школу завршило више од 4500 ученика од чега је око половина гимназијалаца.
Данас школу похађа 450 ученика у осамнаест одељења, од којих је 206 гимназијалаца у осам одељења, 244 ученика стручних школа: машинство и обрада метала, занимање машински техничар четврти степен, вариоца и бравара трећи степен, економија, право и администрација, занимање економски техничар и пословно правни техничар четврти степен и пословно правни секретар трећи степен, геологија и рударство, рударски техничар. Васпитно образовни рад спроводи 34 наставника који поседују лиценце. Рад се одвија у једној преподневној смени у 21 учионици, фискултурној сали са металским радионицама и централним грејањем на чврсто гориво. Настава је полу кабинетска, а школа са замењеним кровом и пластифицираним свим отворима.